# Referee (golf)
De referee is bij golf iemand die is aangesteld door de toernooicommissie om de spelers te begeleiden om beslissingen te nemen en de regels toe te passen. Hij moet actie ondernemen als hij een overtreding van de regels ziet gebeuren of ervan op de hoogte wordt gesteld. Een referee mag niet de vlag bewaken, of de positie van de hole aangeven, of een bal markeren of opnemen.
Bij andere sporten zoals tennis, hockey of voetbal kan de scheidsrechter het speelveld overzien, dat is op een golfbaan anders. Spelers worden geacht de regels te kennen en correct toe te passen, en het regelboekje in hun tas te hebben om het desgewenst te kunnen raadplegen. Bij clubwedstrijden is dat meestal voldoende en bij belangrijke clubwedstrijden zal er bij het clubhuis wel een iemand van de regelcommissie of een clubreferee aanwezig zijn. Hoe groter en belangrijker de wedstrijd is, hoe meer referees er aanwezig zullen zijn. Ze rijden dan op de baan rond en zijn oproepbaar.

## Opleiding
Referees moeten de regels kennen of in ieder geval weten waar ze kunnen worden opgezocht. De regels zijn goedgekeurd door de R&A en de United States Golf Association. Ze worden ook regelmatig aangepast. Het moge duidelijk zijn dat ervaring ook erg belangrijk is. Een referee begint op club-niveau.
- De Nederlandse Golf Federatie organiseert tweemaal per jaar een 3-daagse cursus voor leden van de regelcommissies. Als vervolg hierop kunnen mensen een 3-daagse cursus doen om clubreferee te worden. Er zijn ook opfriscursussen.
- De R&A op St Andrews geeft 4-daagse cursussen waar deelnemers een certificaat kunnen behalen.

## Referee roepen
Het roepen van een referee werd vroeger onsportief gevonden, en vond men dat je zelf het probleem moest oplossen. Tegenwoordig wordt het normaler gevonden. Het vermijdt ook onenigheid achteraf. Bij professionals wordt ook voor eenvoudige toepassingen van de regels vaak een referee geroepen, om zeker te zijn dat er geen fout wordt gemaakt.

## Bekende referees
- Lout Mangelaar Meertens

#### KLM Open
Op het KLM Open is de European Tour organisatie verantwoordelijk voor de referees; zij schakelen ook een drietal Nederlandse referees in, die het een eer vinden om mee te doen. Ingeborg Slikker heeft al acht keer meegedaan, Jan Visser driemaal en voor Arjan van Steenhoven was het in 2010 de tweede keer.